# Arturs Krišjānis Kariņš
Arturs Krišjānis Kariņš (Wilmington, 13 de diciembre de 1964) es un político letón, ex primer ministro de Letonia (2019-2023) y exmiembro del Parlamento Europeo (2009-2019). Desde el 8 de julio de 2023 hasta el 10 de abril de 2024 fue Ministro de Relaciones Exteriores

## Biografía
Kariņš nació en Wilmington, Delaware, Estados Unidos, en el seno de una familia letona-estadounidense. En 1996, terminó un Ph.D. en lingüística de la Universidad de Pensilvania. Poco después, se mudó a Letonia, donde fundó la empresa Lāču ledus, productora y distribuidora de hielo y alimentos congelados.
Fue uno de los fundadores del Partido de la Nueva Era en 2002 y fue elegido diputado del Saeima en octubre de ese año. Kariņš se desempeñó como presidente del grupo parlamentario de su partido de 2002 a 2004 y como Ministro de Economía en el primer gabinete de Aigars Kalvītis de diciembre de 2004 a abril de 2006. En marzo de 2007, se convirtió en uno de los dos colíderes del Partido de la Nueva Era (junto con Einars Repše).
En julio de 2009 se convirtió en eurodiputado. Fue miembro de la Comisión de Industria, Investigación y Energía, y suplente en la Comisión de Asuntos Económicos y Monetarios y la Comisión Especial sobre Resoluciones Tributarias y Otras Medidas de Naturaleza o Efecto.  También fue miembro del Grupo de Reconciliación de Historias Europeas.
Fue el candidato del partido Unidad para Primer Ministro de Letonia en las elecciones parlamentarias de 2018. El 7 de enero de 2019, el presidente letón Raimonds Vējonis le encargó la formación del próximo gobierno.